# Hermínia da Cruz Fortes
Hermínia da Cruz Fortes, também conhecida como Hermínia d'Antónia de Sal, (São Vicente, 17 de setembro de 1941 — Sal, 7 de fevereiro de 2010) foi uma cantora cabo-verdiana.
Prima de Cesária Évora, filha de António da Rocha Évora e de Antónia da Cruz Fortes, Hermínia nasceu na ilha de São Vicente mas, tendo perdido a mãe aos 12 anos, foi viver para casa de uma tia na ilha do Sal. Regressou a São Vicente aos 33 anos, onde teve oportunidade de se revelar como cantora, ao gravar uma morna nos estúdios da Rádio Clube do Mindelo.
A cantora atuou também em espetáculos com a prima Cesária no Hotel Porto Grande, na altura o maior da cidade do Mindelo. Embora tenha começado a cantar desde criança, Hermínia d'Antónia só gravou um disco aos 53 anos, pela mão do músico cabo-verdiano Vasco Martins.
Depois de gravar o seu disco, começou a atuar em vários palcos do mundo em países como Bélgica, Costa do Marfim, Espanha, França, Holanda, Itália, Portugal e Senegal.
Considerada uma das maiores intérpretes da música do arquipélago, Hermínia da Cruz Fortes faleceu aos 68 anos vítima de doença prolongada. Hermínia deixou um único álbum Coraçon leve com músicas, letras e direção artística de Vasco Martins e arranjos do músico Voginha.